# Василија Вукотић
Василија Вукотић (Чево, 1897 — Београд, 20. новембар 1977) била је једина ћерка и старије од двоје деце сердара Јанка Вукотића, учесница оба Балканска и Првог светског рата до пропасти црногорске државе и војске, 1916. године. Једина је жена учесник Мојковачке битке.

## Детињство и младост
Василија Вукотић рођена је 1897. године на Чеву, у познатој породици Вукотића. Њен отац Јанко био је у сродству са краљевским домом Петровића. Порекло јој је омогућило да се школује на Руском институту на Цетињу, који је основала руска царица Марија Фјодоровна Романов. Заједно са још стотинак најбољих девојака Црне Горе учила је на српском, руском и француском језику и спремала се за позив наставника и васпитача. Међутим, миран живот и школовање прекинуо је рат.

## Учешће у Балканским ратовима
Краљевина Црна Гора је 8. октобра 1912. године објавила рат Османлијском царству, чиме је започет Први балкански рат. Васпитана у духу родољубља, тада петнаестогодишња Василија, заједно са мајком Милицом, добровољно се пријавила као болничарка на фронту. Од првог дана рата, заједно са мајком је учествовала у свим важним биткама.

## Први светски рат
Када је избио Први светски рат Василијин 12 година млађи брат Вукашин још није био стасао за војску. Како је Василија већ имала одређеног ратног искуства, отац је њу узео за ордонанса. Лепа Гагуна, лично је преносила његове заповести и наређења подређеним јединицама и командантима. Како је била једина жена, притом сердарова кћер, међу ратницима је била омиљена, посебно због одважности, племенитости и храбрости. Заједно са њима учествовала је у Мојковачкој бици, у којој су црногорски војници бранили одступницу српској војсци која се повлачила ка северној Албанији. Преживевши битку, Василија је оставила детаљно сведочење о херојским и потресним моментима:
| „ | Да није било оног крвавог Божића на Мојковцу, не би било ни Васкрса на Кајмакчалану. Да црногорски орлови, они млади људи, који у трену презреше смрт, својим грудима не затворише мојковачка врата и тако не дозволише непријатељу да се јави Српској војсци у бок и позадину, можда би судбина Српства била заувек запечаћена... | ” |

## Зреле године и старост
Пошто су, по капитулацији Црне Горе, сви њени одведени у заточеништво, Василија се удала за доктора Ника Мартиновића, који је био лекар у Никшићу. Ту је, уз његову помоћ, сређивала своје ратне белешке. Али ни после ослобођења земље нису престале борбе између присталица династије Петровића и Карађорђевића. Било је доста побуна, а неки одметници су се годинама скривали по шумама, уцењујући и убијајући многе виђеније грађане. Један од њих, Душан Рогановић, ноћу убио је 1926. године, усред Никшића, др Ника Мартиновића. Тако је кћер сердара Јанка Вукотића остала удовица. Како се знало ко је извршио ово убиство, обећана је награда ономе ко га ухвати. Удовица Василија понудила је 50.000 динара ономе ко лиши живота убицу њеног мужа, а 100.000 динара ономе ко га властима преда живог. Породица сердара Јанка Вукотића такође је обећала награду од 30.000 динара. Занимљиво је да је уз државну награду, знатну суму од 50.000 динара понудила и Муслиманска банка у Мостару, јер је убица др Ника Мартиновића починио и неке злочине у Херцеговини. Убица је ликвидиран у једној заседи 1927. године.
Неколико година касније Василија се удала за најближег сарадника свога оца, генерала Блажа Врбицу. Живели су неко време у Крагујевцу, где је Василија била председница Женског друштва „Књегиња Зорка". Василија је радила у многим друштвима и помагала хуманитарне организације. Касније се са мужем преселила у Београд.
После смрти генерала Врбице, Василија је живела усамљено и повучено у своме стану у Београду, у Улици Мајке Јевросиме 11. Иако је била високо образована, сјајан познавалац руског и француског језика, Василија није нигде радила. Умрла је 20. новембра 1977. године у осамдесет првој години живота. Сахрањена је у породичној гробници Вукотића на Новом гробљу у Београду. За собом није оставила директне потомке. Њен брат, капетан Вукашин Вукотић, био је ађутант краља Александра Карађорђевића.
Иако није била на Солунском фронту, хроничар Антоније Ђурић унео је њена казивања у књигу „Жене солунци говоре“ због значаја Мојковачке битке за српску војску.

## Подсећања
О улози жена у Великом рату говори и монодрама „Челичне ратнице - Жене добровољци у Првом светском рату” која је изведена децембра 2014. године у Историјском музеју Србије, у пратећем програму изложбе „Србија 2014”. Ова монодрама преноси сведочења жена које су као ратнице, добровољне болничарке или хуманитарне раднице учествовале у Великом рату. Међу бројним сведочењима је и прича Василије Вукотић. Монодрама је реализована у извођењу, режији и по тексту Јелене Миле. Текст је стваран на основу оригиналних записа, аутентичних изјава и одломака из биографија конкретних ратница.
Јелена Мила такође је оживела лик Василије Вукотић и у монодрами „Јунак ђевојка”, која се у целости може погледати на Јутјубу.